# Deutsche Turn- und Spielmeisterschaften 1942
Die Deutschen Turn- und Spielmeisterschaften 1942 fanden am 6. September 1942 in Nürnberg statt.
Im wichtigsten Wettbewerb, dem Zwölfkampf der Turner, errang Titelverteidiger Leutnant Günther Ruising (Wilhelmshaven) von der Kriegsmarine den Sieg vor Karl Stadel, Adalbert Dickhut und Theo Wied. Die weitere Rangfolge: 5. Rudi Gauch; 6. Werner Pfitzenmeier; 7. Erich Wied; 8. Kurt Krötzsch; 9. Andreas Loibl; 10. Helmut Schmidt. 
Bei den Frauen verteidigte Irma Walther-Dumbsky ihren Titel im Achtkampf, vor Berta Rupp, Annemarie Held und Irma Bogner.